# 3e corps mécanisé
Pour les articles homonymes, voir 3e corps d'armée.
Pour le 3e corps mécanisé recréé en 1942, voir 8e corps mécanisé de la Garde.
« 2e division de chars (1940-1941) » et « 5e division de chars » redirigent ici. Pour les autres unités, voir 2e division et 5e division.
Le 3e corps mécanisé ( russe : 3-й механизированный корпус) est un corps mécanisé de l'Armée rouge. Formé en juin 1940 pendant la Seconde Guerre mondiale, le corps est stationné en Lituanie occupée sous le district militaire spécial de la Baltique. Le corps est détruit fin juin 1941 lors de la bataille de Raseiniai, une des premières batailles de l'opération Barbarossa.

## Formation
Le 3e corps mécanisé commence à se former en juin 1940 dans le district militaire spécial de l'Ouest, juste après l'occupation soviétique des États baltes. La responsabilité de la formation du corps a été rapidement transférée au nouveau district militaire spécial balte. Le quartier général et les troupes organiques du corps sont formés à Vilnius à partir de ceux du 24e corps de fusiliers et le régiment de motocyclistes à partir du 123e régiment de cavalerie de la 7e division de cavalerie. Sa 2e division de chars est formée à Ivanov à partir de la 7e division de cavalerie, bien que son régiment de chars soit créé en combinant un bataillon de chars de la 21e brigade de chars lourds, le régiment de chars de la 7e division de cavalerie et un bataillon de chars de la division de fusiliers. Sa 5e division de chars a été formée à Prienai et Alytus principalement à partir de la 2e brigade de chars légers avec un bataillon de chars de la 21e brigade de chars lourds de Minsk et la 121e division de fusiliers utilisés pour compléter ses bataillons de chars. Les régiments d'obusiers et de fusiliers motorisés de la division ont été formés à partir du régiment d'obusiers et du 344e régiment de fusiliers de la 84e division de fusiliers (en). Le reste de la 84e division de fusiliers est réorganisé à Vilnius en tant que 84e division motorisée, dont le régiment de chars est formé à partir des bataillons de chars des 84e, 113e (ru) et 143e (ru) divisions de fusiliers.
La formation du corps souffre de plusieurs difficultés. Il y avait une pénurie de casernes et de logements pour officiers à Vilnius. De plus, à l'exception de la 2e brigade de chars légers, les unités utilisées pour former le corps ne sont pas équipées de manière appropriée, étant un ensemble disparate, bataillons de chars autonomes, de compagnies de sapeurs et d'unités de cavalerie. Malgré ces handicaps, le premier commandant de corps, le général-lieutenant Andreï Ieremenko, organise avec compétence la formation des divisions du corps, et lors d'une réunion de décembre des commandants supérieurs, le corps est classé premier en état de préparation parmi les corps mécanisés. Ce mois-là, Ieremenko est envoyé à Moscou et remplacé par le général-major Alexeï Kourkine (en). Au cours de la même période, le commandant de la 2e division de chars, le général-major Semion Krivocheïne (en), est remplacé par Iegor Soliankine (en) et le colonel Fiodor Fiodorov succède à Kourkine en tant que commandant de la 5e division de chars. À l'époque, Fiodorov est à Moscou pour un cours de perfectionnement au commandement, laissant le colonel Pavel Rotmistrov aux commandes jusqu'à son retour en mai 1941. En juin, le corps s'entraine sur des champs de tir dans ses casernements d'été.
Le 20 juin, deux jours avant le début de l'opération Barbarossa, l'invasion allemande de l'Union soviétique, le corps dispose d'un total de 669 chars et de 224 automitrailleuses BA-10 et BA-20. Cependant, la majorité de ses chars, 431 chars légers BT-7 et 41 T-26 et 57 chars moyens T-28, est obsolète. La 2e division de chars a 32 chars KV-1 et dix-neuf KV-2 tandis que la 5e division de chars possède 50 chars T-34. La 84e division motorisée est uniquement équipée de BT-7. Avant que la guerre n'éclate, la 2e division de chars est à Ukmergė, la 5e division de chars à Alytus avec son régiment de fusiliers à moteur à Prienai et la 84e division motorisée à Vilnius; Le 22 juin 1941, le 3e corps mécanisé compte 31 975 hommes et 651 chars, dont 110 de nouveaux types T-34 et KV-1.
En réponse aux signes de l'invasion imminente, toutes les unités du corps sont alertées le 18 juin et quittent leurs bases permanentes. Le corps est déployé comme suit : la 2e division de chars dans la région de Gaižiūnai et Rukla, la 5e division de chars à plusieurs kilomètres au sud d'Alytus et la 84e division motorisée dans les forêts près de Kaišiadorys. Le 84e prend des mesures supplémentaires pour se préparer, en émettant un ordre interdisant les incendies la nuit. Le quartier général du corps se déplace vers Kaunas. Le commandant de district Fiodor Kouznetsov avertit Kourkine d'une attaque allemande imminente le 21 juin, mettant le corps sur le pied de guerre et ordonnant aux unités de rejoindre des positions forestières sous couvert d'exercices. Cependant, Kuznetsov ne permet au corps de se concentrer, craignant qu'il ne soit détruit par une attaque allemande pendant la marche. Le quartier général du corps et le 1er régiment motocycliste gagnent à Kėdainiai au nord de Kaunas. Le corps perd la 5e division de chars, qui passe sous le contrôle direct de la 11e armée.

## Batailles à la frontière
Grâce à la dispersion du corps avant l'invasion, les premières frappes aériennes allemandes contre ses bases permanentes frappent des casernes vides. Cependant, la 11e armée prend le contrôle direct de la 84e division motorisée à midi du 22 juin, laissant le corps avec seulement ses troupes organiques et la 2e division de chars pour le reste de ses opérations. à 16h00, Soliankine reçut l'ordre de concentrer sa division dans la région de Raseiniai pour une contre-attaque contre la percée allemande. Sous le couvert de l'obscurité, la 2e division de chars atteint Jonava. Cependant, l'avant-garde de son 4e régiment de chars y est arrêtée par des réfugiés bloquant les routes. Derrière le 4e régiment de chars, le 3e régiment de chars change sa route pour traverser le pont sur la Neris, en suivant la route de Jonava, Raseiniai et Tilsit. La division avance le long des routes rurales, évitant les frappes aériennes allemandes en se déplaçant uniquement la nuit et en maintenant un silence radio strict. Resté avec rien d'autre que le régiment de motocyclistes du corps, le quartier général du corps rejoint la 2e division de chars dans la nuit du 23 juin. Au même moment, le colonel Pavel Polouboïarov, chef des forces blindées du front du Nord-Ouest (formé à partir du district au début de la guerre), charge le corps de contre-attaquer à l'ouest .

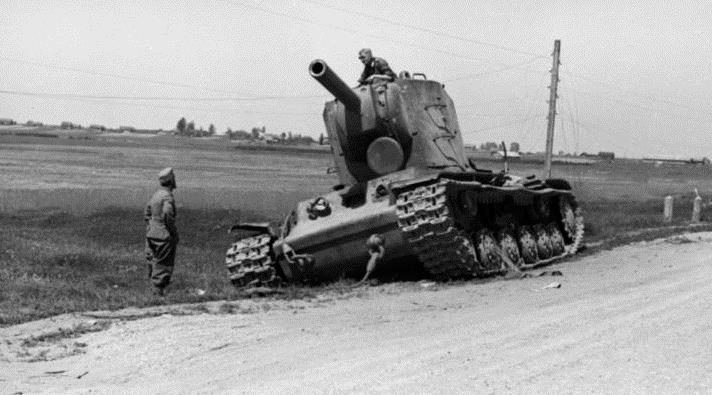
Un char lourd KV-2 similaire à celui de la 2e division de chars qui a retenu la 6e Panzerdivision pendant une journée

Le 24 juin 1941, un seul char lourd KV-2 de la 2e division de chars, à un carrefour devant Raseiniai, réussit à couper des éléments de la 6e Panzerdivision qui avaient établi des têtes de pont sur la Dubysa. Il bloque l'avance de la division pendant une journée entière tout en étant attaqué par une variété d'armes antichar, jusqu'à ce qu'il soit finalement à court de munitions. Le général Erhard Raus, l'officier commandant le Kampfgruppe Raus de la 6e Panzer Division, décrit l'incident. Il indique que le véhicule avait été endommagé par plusieurs tirs d'un canon anti-aérien de 88 mm tirant sur le véhicule par l'arrière alors qu'il était distrait par des chars Panzer 35 (t) du 65e bataillon de Panzer. L'équipage a été tué par des grenades lancées par une unité du génie. Les grenades ont été poussées à travers deux trous faits par le canon alors que la tourelle s'était remise en mouvement, les cinq ou six autres coups n'ayant apparemment pas pénétré complètement. L'équipage n'avait remarquablement été qu'apparemment étourdi par ces tirs qui av dans la tourelle. Ensuite, ils ont été enterrés à proximité avec les honneurs par les soldats allemands.
Cependant, début juillet, le corps a pratiquement cessé d'exister en tant que formation, bien que ses restes rejoignent les lignes soviétiques plus tard. Par exemple, la 5e division de chars est à Ielnia le 4 juillet 1941 et se composait de 2 552 hommes et d'un total de 2 chars BT-7 et de quatre automitrailleuses. La 2e division de chars est encerclée et détruite à Raseiniai. Les restes de la 5e division de chars doivent se replier dans la zone de contrôle du front occidental le 25 juin, un rapport de l'état-major général du front indiquant que « les restes de la 5e division de chars du front nord-ouest sont concentrés à 5 kilomètres au sud-est de Molodetchno ; 3 chars, 12 automitrailleuses et 40 camions ». La 5e division de chars est encerclée et détruite lors de la bataille de Białystok–Minsk et dissoute peu de temps après,.